# Bésame mucho
Bésame mucho (tłum. całuj mnie mocno) – meksykańska piosenka napisana w 1940 roku przez Consuelo Velázquez. Pierwszym wykonawcą utworu był Emilio Tuero, który zaprezentował tę piosenkę na żywo, jednak wersji tej nie wydano. Pierwszą opublikowaną aranżację utworu w 1940 roku nagrał zespół Los Cadetes del Swing. W 1999 roku dzieło zostało uznane za najczęściej śpiewaną i nagrywaną piosenkę meksykańską i latynoamerykańską wszech czasów.

## Wykonawcy piosenki
- Adi Jatel
- Anamía
- Andrea Bocelli
- Andrzej Hiolski
- Andy Russell
- Bing Crosby
- Bobby Capo
- Carmen McRae
- Cesária Évora
- Chris Isaak
- Connie Francis
- Dalida
- Daniel Santos
- Dave Brubeck
- Dean Martin
- Demi Lovato
- Diana Krall
- Elvis Presley
- Francis Goya
- Franck Pourcel
- Frank Sinatra
- Frankie Laine
- Gato Barbieri
- Gleb Romanow
- Harry Connick Jr.
- Henryk Rostworowski
- Irena Santor
- Iraida Noriega
- Il Divo
- Javier Solis
- Jewgienij Gartung
- Jianni
- Jimmy Dorsey
- João Gilberto
- José Carreras
- Juan García Esquivel
- Julio Iglesias
- Katarzyna Sowińska
- Kermit Ruffins
- Kitty Kallen
- Late Schifrin
- Lila Downs
- Linda Ronstadt
- Lisa Ono
- Los Panchos
- Louis Armstrong
- Lucho Gatica
- Lucía Méndez
- Luis Frank & Su Tradicional Habana
- Luis Miguel
- Magdalena Zárate
- Marian Lichtman
- Konrad Bohdziewicz
- Marta Mirska (jako Całuj mnie mocno)
- Mieczysław Fogg (jako Całuj mnie mocno)
- Mireille Mathieu
- Matt Dusk
- Nana Mouskouri
- Nat King Cole
- Natalie Cole
- Nicolas de Angelis
- Nikołaj Baskow
- Omara Portuondo
- Paco de Lucía
- Paul Mauriat
- Pavlo
- Pedro Infante
- Pedro Vargas
- Pérez Prado
- Philippe Jaroussky[3]
- Placebo
- Plácido Domingo
- Ray Conniff
- Richard Clayderman
- Rosa Passos
- Roy Paci i Aretuska
- Sammy Davis Jr.
- Sara Montiel
- Stan Getz
- Świetliki i Bogusław Linda
- Tania Libertad
- Telefunka
- Thalía
- The Beatles
- Jorge Blanco
- The Coasters
- The Flamingos
- The Monistats
- The Morton Gold Orchestra
- The Ventures
- Trini Lopez
- Trio Ruvela
- Valentinos Sax
- Violetta Villas
- Wes Montgomery
- Xavier Cugat
- Zbigniew Rawicz (jako Całuj mnie mocno)

## W popkulturze
Piosenka znalazła się na ścieżkach dźwiękowych do wielu filmów: Arizona Dream (1993), Let It Be (1970), Dyktator z Paradoru (1988), Moskwa nie wierzy łzom (1979), Naga broń 2½: Kto obroni prezydenta? (1991), Uśmiech Mony Lizy (2003), Wielkie nadzieje (1998), W doborowym towarzystwie (2004).